# David Rojas
Pour les articles homonymes, voir Rojas.
Rojas  Almanza est un nom espagnol. Le premier nom de famille, en général paternel, est Rojas ; le second, en général maternel, souvent omis, est Almanza.
David Rojas Almanza, né le 27 mai 1993, est un coureur cycliste bolivien.

## Biographie
En 2010, David Rojas termine troisième du championnat de Bolivie du contre-la-montre dans la catégorie des juniors (moins de 19 ans). Trois ans plus tard, il se classe deuxième d'une étape sur le Tour de Bolivie, derrière son coéquipier péruvien Royner Navarro,. 
En mars 2022, il se distingue lors des championnats de Bolivie en remportant le titre en ligne, après avoir pris la deuxième place de l'épreuve contre-la-montre. 

## Palmarès et résultats

### Palmarès par année
- 2010
  - 2e du championnat de Bolivie du contre-la-montre juniors
- 2018
  - 3e du championnat de Bolivie du contre-la-montre
- 2019
  - 2e et 3e étapes de la Vuelta a Cochabamba
  - 3e du championnat de Bolivie du contre-la-montre
  - 3e du championnat de Bolivie sur route
- 2022
  -  Champion de Bolivie sur route
  - 2e étape de la Doble San Roque-Chaguaya
  - Vuelta a Cochabamba :
    - Classement général
    - 2e étape

  - 2e du championnat de Bolivie du contre-la-montre
- 2024
  - Clásica Ramiro Peredo
  - 2e du championnat de Bolivie du contre-la-montre

### Classements mondiaux
| Année            | 2014 | 2015 | 2016 | 2017 | 2018 | 2019 | 2020 | 2021 |
| ---------------- | ---- | ---- | ---- | ---- | ---- | ---- | ---- | ---- |
| UCI America Tour | 357e |      |      |      |      |      |      | 354e |